# Molí d'en Bernat Rollan
El Molí d'en Bernat Rollan és una obra de Cambrils (Baix Camp) inclosa a l'Inventari del Patrimoni Arquitectònic de Catalunya.

## Descripció
Situat en una zona ajardinada dels complexos hotelers circumdants.
Està pràcticament derruït i soterrat per la terra de la zona ajardinada. En resta a la vista part dels murs de l'estructura arquitectònica original, una construcció en pedra de tall irregular i morter.